# Golf Djerba Club
Le golf Djerba Club (arabe : غولف نادي جربة) est un terrain de golf de 27 trous situé au milieu d'une palmeraie sur l'île tunisienne de Djerba.
Il est dessiné par l'architecte britannique Martin Hawtree (en). 